# Janji Raja (Barumun Tengah)
Janji Raja is een bestuurslaag in het regentschap Padang Lawas van de provincie Noord-Sumatra, Indonesië. Janji Raja telt 222 inwoners (volkstelling 2010).